# Caj Bremer
Carl-Johan (Caj) Bremer, född 22 februari 1929 i Helsingfors, är en finländsk fotograf.
Caj Bremer utbildade sig som assistent till fotografen Fred Runeberg och senare fotografen Rafael Roos i Helsingfors. Därefter arbetade han för Hufvudstadsbladet och bildbyrån Lehtikuva. Han anställdes som pressfotograf på veckotidskriften Viikkosanomat och var åren 1970–1978 och från 1984 på Helsingin Sanomat. Han var chefredaktör för en fototidning 1973–1976 och lärare i bildjournalistik på Konstindustriella högskolan i Helsingfors 1978–1983.
År 1969 debuterade han med en större utställning med ”Arkipäivä Suomi”, som skildrade ett hårt landsbygdsliv under efterkrigstiden i Finland.
Han är far till fotografen Stefan Bremer.

## Priser och utmärkelser
- 2012 Svenska kulturfondens stora kulturpris, med motiveringen: ”Stark närvaro, värme och empati kombinerat med stort intresse för människor och deras närmiljö är betecknande för hans arbeten ...”[1]

### Ordnar
- Riddartecknet av I klass av Finlands Vita Ros’ orden[2]

[Redigera Wikidata]